# 12406 Звіков
12406 Звіков (12406 Zvíkov) — астероїд головного поясу, відкритий 25 вересня 1995 року.
Тіссеранів параметр щодо Юпітера — 3,557.